# Elżbieta Kościk (łyżwiarka figurowa)
Elżbieta Kościk (później Elżbieta Kościk-Koczyba, ur. w 1946 roku) – była polska łyżwiarka figurowa, startująca w kategorii solistek. 
Siedmiokrotna Mistrzyni Polski, uczestniczka zawodów międzynarodowych, w tym Mistrzostw Europy i Świata. 
Została odznaczona wieloma wyróżnieniami, w tym m.in. Mistrz Sportu, Srebrny Krzyż Zasługi, Złota Łyżwa PZŁF i Zasłużony Działacz Kultury Fizycznej. 
Jest instruktorem łyżwiarstwa figurowego w Piasecznie.
Jej mężem jest Emanuel Koczyba, wielokrotny Mistrz Polski i uczestnik Mistrzostw Europy w kategorii solistów oraz tańców na lodzie. Ich wnuczka; Natalia Rowińska, również trenowała łyżwiarstwo figurowe.

## Wybrane osiągnięcia
Elżbieta Kościk jako zawodniczka wystąpiła w licznych imprezach krajowych i międzynarodowych, osiągając między innymi niżej wskazane rezultaty.
| Zawody międzynarodowe | Zawody międzynarodowe | Zawody międzynarodowe | Zawody międzynarodowe | Zawody międzynarodowe | Zawody międzynarodowe | Zawody międzynarodowe | Zawody międzynarodowe |
| Zawody                | 1961-62               | 1962-63               | 1963-64               | 1964-65               | 1965-66               | 1966-67               | 1967-68               |
| --------------------- | --------------------- | --------------------- | --------------------- | --------------------- | --------------------- | --------------------- | --------------------- |
| Mistrzostwa Świata    |                       | 24                    |                       |                       |                       |                       |                       |
| Mistrzostwa Europy    |                       | 21                    | 20                    |                       | 22                    |                       |                       |
| Zawody krajowe        |                       |                       |                       |                       |                       |                       |                       |
| Mistrzostwa Polski    | 1                     | 1                     | 1                     | 1                     | 1                     | 1                     | 1                     |
|                       |                       |                       |                       |                       |                       |                       |                       |